# Valerios Stais
Valerios Stais (en griego: Βαλέριος Στάης; Citera, 1857 – Atenas, 1923) fue un arqueólogo griego.

## Biografía
Inicialmente estudió medicina pero más tarde se decantó por la arqueología obteniendo el doctorado en la Universidad Martín Lutero de Halle-Wittenberg en 1885. Trabajó para el Museo Arqueológico Nacional de Atenas desde 1887, llegando a ser director del museo, cargo que ocupó hasta su muerte. Durante ese periodo organizó o participó en excavaciones en Epidauro, Argólida, Ática, Dimini, Anticitera y otros lugares. Escribió mucho sobre temas arqueológicos, publicó varios trabajos, principalmente en Archeologiki Efimeris (Αρχαιολογική Εφημερίς, Periódico arqueológico), y muchos libros.
Fue el primero en estudiar el mecanismo de Anticitera a partir de los trozos de material arqueológico recuperados del pecio de Anticitera hallado cerca de la costa de Anticitera en 1900.